# Corpus Christi College (Cambridge)

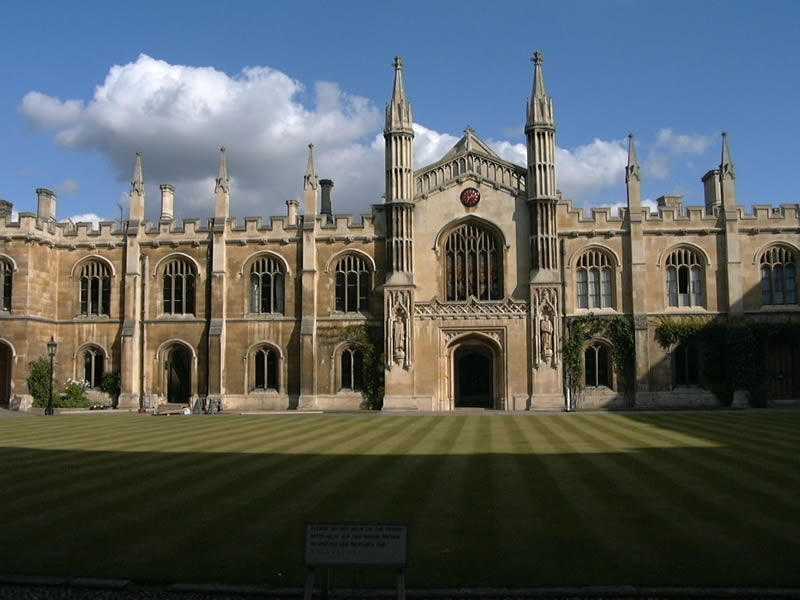
Vista della Cappella dalla New Court

Il Corpus Christi College (nome completo: The College of Corpus Christi and the Blessed Virgin Mary, Collegio del Corpo di Cristo e della Beata Vergine Maria) è un college dell'Università di Cambridge. È particolare in quanto è l'unico college fondato dai cittadini di Cambridge, essendo stato fondato nel 1352 dalla Gilda del Corpo di Cristo e della Beata Vergine Maria. È il secondo college più piccolo, dopo il Peterhouse.

## Storia
La licenza per costruire l'ottavo college dell'Università di Cambridge fu concessa da Edoardo III nel 1352 alle gilde appena unitesi del Corpo di Cristo e di Santa Maria nella parrocchia di Saint Bene't. Le gilde iniziarono immediatamente la costruzione di una singola corte modesta presso la chiesa parrocchiale nel 1356, pronta per ospitare un Master e due fellows, che scrissero gli statuti del college. Continuando i loro studi di teologia e diritto canonico, furono i cappellani della gilda.
I primi due secoli di vita del college videro un incremento della sua ricchezza, messa in mostra come parte dell'annuale processione del Corpus Domini. La processione si spingeva sino al Magdalene bridge, prima di ritornare alla parrocchia per una cena luculliana. La processione continuò fino al 1535, quanto fu vietata da Enrico VIII.
Il Corpus è particolarmente ricco d'argento, ma il tesoro più grande è la Parker Library, una delle più importanti collezioni di manoscritti medievali al mondo. Il pezzo più celebre sono i "Vangeli di Canterbury", probabilmente portati in Inghilterra nel 597 da Sant'Agostino di Canterbury, mandato da Papa Gregorio I a convertire le popolazioni britanniche. Contiene anche il manoscritto più importante dell'Anglo-Saxon Chronicle, opere di Matthew Paris ed il Troilus and Criseyde di Geoffrey Chaucer, per fare qualche esempio.
Christopher Marlowe fu probabilmente il figlio più celebrato del college, immatricolatosi nel 1580. Nonostante si sappia ben poco della sua vita al college, si pensa spesso che abbia cominciato a lavorare come spia durante gli studi di MA (Master of Arts), un'ipotesi basata su una singola frase criptica del Privy Council. Nel 1953, durante i lavori di restauro del Master's Lodge, fu scoperto un ritratto di un uomo "di 21 anni". Dato che il dipinto è datato 1585, anno in cui Marlowe era ventunenne, inevitabilmente si è speculato che il ritratto raffiguri proprio Marlowe.
Il college è stato molto attivo nell'Iniziativa per l'Irlanda del Nord, creata per incoraggiare gli studenti nordirlandesi ad iscriversi a Oxbridge, Cambridge in particolare. Vengono tenute spesso "Giornate di assaggio di Cambridge" per tutta la provincia, Dr. Melanie Taylor passa gran parte dell'anno viaggiando per l'Irlanda del Nord parlando con possibile studenti e mitigando le loro paure circa i colloqui ed altri miti che si sono creati negli anni.
Il Corpus ospita ogni due anni un proprio May Ball, che ha visto la partecipazione anche di artisti famosi come i The Automatic nel 2009.

## Edifici
La Old Court, costruita negli anni 1350, è uno degli edifici più antichi di Cambridge e mantiene molti particolari originari, compresi i davanzali e gli stipiti che sostenevano panni intrisi d'olio prima dell'utilizzo del vetro per le finestre. La corte fu probabilmente costruita partendo dal nucleo di un edificio ancora più antico ed è la più antica di Oxbridge (primato contestato dal Merton College di Oxford, che sostengono che il loro Mob Quad sia più antico).
La vicina chiesa di Saint Bene't è essa stessa l'edificio più antico della città, e fu utilizzata come cappella del college finché quest'ultima fu costruita intorno al 1500.
La New Court (completata nel 1827) fu progettata da William Wilkins, la cui tomba si trova nella cappella del college. Nella New Court si trova anche la Parker Library, iniziata nel 1376 ed ingrandita da un lascito di Matthew Parker, Master del college dal 1544 al 1553 che, come Arcivescovo di Canterbury, raccolse un'importante collezione di manoscritti dalle biblioteche dei monasteri dissolti.
Ci sono anche alcune proprietà esterne al college, tra cui il campus per laureati di Leckhampton. Qui si trovano i campi sportivi, circa 38.000 m² di giardini, una piscina e stanze per studenti.
Nel 2008 è stata portata a compimento la costruzione della nuova Taylor Library, biblioteca moderna che ospita numerosi volumi. È stato inoltre posizionato il Corpus Clock, orologio d'oro con un meccanismo ed uno stile molto particolari, in un angolo dell'edificio accanto alla nuova libreria; l'orologio è visibile dai passanti.

## Stranezze, tradizioni e leggende
Come tutte le istituzioni antiche, il Corpus ha molte leggende, tradizioni e stranezze. Alcuni esempi:
- Il Corpus possiede l'Eagle pub (gestito dalla Greene King). Si narra che James Watson e Francis Crick abbiano avuto importanti discussioni sulla struttura del DNA in questo pub.
- Il college sembrerebbe essere abitato da molti fantasmi. Il più famoso e temuto è l'apparizione terrificante di Henry Butts, eroe della peste del 1630, che (si dice), si sia impiccato con delle giarrettiere nell'allora Master's Lodge. Un altro è quello di Elisabeth Spencer, figlia del master, e del suo giovane amante, morti entrambi nel 1667. I loro fantasmi passeggerebbero la Vigilia di Natale.
- Una leggenda del college, indubbiamente scurrile ed infondata, è che Skullion, il capo dei portinai in the head porter in Porterhouse Blue di Tom Sharpe fu ispirato dal leggendario Albert Jaggard, portinaio capo del Corpus Christi quando il libro fu scritto. Jaggard viene ricordato in molte leggende spesso ripetute a bassa voce nelle ore piccole, anche se alcuni ex-studenti narrano che avesse una parte tenera.
- Secondo le leggende studentesche, la Leckhampton House è la casa meno infestata dai fantasmi di tutta l'Inghilterra. All'inizio della sua storia, la casa era abitata da un entusiasta sperimentatore in parapsicologia, le cui attività avrebbero spaventato per sempre qualsiasi cosa volesse infestare il luogo.
- La società matematica viene chiamata "T. Batterby" dal nome dell'ultimo vincitore del cucchiaio di legno. Il cucchiaio appartiene al college.
- La società di legge prende nome da Nicholas Bacon.
- Anche se il college è noto per il tragediografo Christopher Marlowe, la società teatrale è chiamata "The Fletcher Players", da John Fletcher.
- Il Corpus fu l'unico college a non vendere l'argenteria a supporto di una fazione durante la Guerra Civile. Questo, e l'impareggiabile collezione di manoscritti, alimenta pettegolezzi sul fatto che sia il college più ricco di Cambridge rispetto al numero di studenti. Come dato di fatto, molti di questi oggetti non sono veramente vendibili o valutabili.
- Il soprannome Old House si riferisce a tutto il college, ma viene spesso usato per gli edifici principali del college, opposto alle proprietà esterne come Leckhampton.
- I membri del college spesso si autosoprannominano Corpuscles (Corpuscoli).
- Si narra anche che durante la Seconda guerra mondiale il Master fosse un agente segreto di alto rango della Military Intelligence e che, nel caso di un'invasione tedesca, il Corpus Christi sarebbe diventato il centro delle operazioni di resistenza dell'East Anglia.